# Chalma (México)
Chalma ist ein wichtiger Wallfahrtsort im Municipio Malinalco, Estado de México, Mexiko. Der Ort Chalma selbst, der von imponierenden Berggipfeln umgeben ist, hat nur ca. 1800 Einwohner. Jeden Sonntag jedoch, und besonders in der Karwoche, der Weihnachtswoche und am 29. September, dem Fest des Erzengels Michael, steigt die Zahl auf ein Mehrfaches. 

## Geschichte
Der Überlieferung zufolge erschien im Jahre 1537 in einer Höhle, in der zuvor Kinder den Göttern geopfert worden waren, der gekreuzigte Christus. Als dies bekannt wurde, entwickelte sich sogleich eine Wallfahrt zum „Señor de Chalma“. Ende des 16. Jahrhunderts wurden Augustinerpatres mit der Seelsorge der immer zahlreicheren Pilger betraut; die Wallfahrtskirche wurde 1683 und 1721 umgebaut und erweitert.

## Die Wallfahrt heute
Jedes Jahr finden sich hier mehr als zwei Millionen Menschen zur Verehrung des Gekreuzigten schwarzen Christus von Chalma ein, am Heiligtum Santuario del Señor de Chalma. Nach der Basilica de la Virgen de Guadalupe in Guadalupe, Mexiko-Stadt ist das Santuario del Señor de Chalma der am meisten besuchte Wallfahrtsort in Mexiko. Während der Saison kampieren die Pilger noch kilometerweit außerhalb des Ortes.  
Die Zeremonien sind, wie so vieles in Mexiko, eine Mischung aus präkolumbischen Riten und katholischer Liturgie; man denke etwa an den Día de Muertos. Die indigene Bevölkerung hat bereits vor dem Eintreffen der Spanier in den Höhlen ihre Götter verehrt. Einer der Hauptgötter war Oztoteotl, der Gott der Höhlen. Sie waren oft tagelang unterwegs, trugen Blumenkränze in den Haaren und Räuchervasen in den Händen. 
Ihr Gott war dargestellt in Form eines großen schwarzen Steins, dem magische Kräfte nachgesagt wurden. Vor dem Betreten der Höhle, in der sich der Stein befand, badeten die Pilger in einem Fluss, der durch eine heilige Quelle gespeist wurde und tranken heiliges Wasser. Es wurden Blumenopfer, aber auch Blutopfer dargebracht.
Heute nennen sich die Pilger Chalmeros. Bei der Pilgerreise werden schon seit Jahrhunderten die gleichen Pfade benutzt, auf denen die Pilger tanzen. Pilger, die diese Reise zum ersten Mal mitmachen, tragen Blumenkronen auf dem Kopf und werden von einem Paten begleitet. Viele suchen das heilige Quellwasser auf und reiben sich damit ab.
Im nahe gelegenen Ahuehuete befindet sich ebenfalls ein Schrein, der viele anzieht. Er steht an einer Stelle, an der eine wundertätige Heilquelle den Wurzeln eines alten Baums entspringt. Manche Frauen beten um Fruchtbarkeit, indem sie dort ihre Hände in das heilige Quellwasser legen.